# Otto Müller (beeldhouwer)

Otto Müller

Otto Muller (Thalwil, 4 augustus 1905 – Zürich, 25 december 1993) was een Zwitserse beeldhouwer.

## Leven en werk
Müller volgde een beeldhouwopleiding bij de beeldhouwer Ernst Dallmann in Zürich. Hij had zulke slechte herinneringen aan deze opleiding, dat hij zich bij voorkeur autodidact noemde. Hij werkte in het atelier van de beeldhouwer Karl Geiser en was eveneens als steenhouwer werkzaam. Hij won in 1940 het beeldhouwerconcours van de stad Winterthur met de sculptuur Zwei Arbeiter, welk werk een definitieve plaats vond in 1953. In de openbare ruimte van Zürich werden diverse, traditionele beelden en reliëfs van Müller geplaatst. Het werk Kopf im Gehäuse uit 1978/79 staat in de tuin van het Volkskunde Museum aan de Pelikanstrasse in Zürich. Andere werken zijn Hirsch en Kuh und Kalblein uit 1948 in Zürich-Friesenberg.
Müller won in 1985 de Kunstpreis des Stadt Zürich. Tot zijn leerlingen behoorde onder anderen de Zwitserse beeldhouwer Hans Josephsohn.